# Ореол (фото)
Ореол — фотографический дефект, вызванный распространением света в эмульсии и подложке фотоплёнки как в световоде, то есть путём многократного внутреннего отражения.
Проявляется засветкой изображения, расположенного рядом с яркими областями снимка, вплоть до межкадровых промежутков и даже соседних кадров.
Наиболее подвержена образованию ореолов черно-белая плёнка с прозрачной подложкой, наименее — фотоматериалы на непрозрачной основе.